# Frederick (Maryland)
Frederick ist eine City und Sitz der Countyverwaltung (County Seat) des Frederick Countys im US-Bundesstaat Maryland und ist nach Baltimore die zweitgrößte Stadt des Bundesstaats. Das U.S. Census Bureau hat bei der Volkszählung 2020 eine Einwohnerzahl von 78.171 ermittelt.

## Geografie
Laut dem United States Census Bureau aus dem Jahre 2004 hat die Ortschaft eine Fläche von 52,9 km², die größtenteils aus Land besteht. Die einzigen Wasserflächen sind der Lauf des Monocacy River, der den Ostteil der Stadt durchquert, und der Carroll Creek im Zentrum. Die Stadt stellt eine principal city der Metropolregion Washington dar.

## Geschichte
„Frederick Town“ wurde 1745 durch eine Gruppe deutscher Einwanderer errichtet, deren Anführer der ehemalige Schullehrer Johann Thomas Schley aus Mörzheim (heute ein Stadtteil von Landau in der Pfalz in Rheinland-Pfalz) war. Er siedelte in die Kolonie Marylands mit seiner Ehefrau Maria Winz. Dieser geschichtliche Hintergrund ist auch die Erklärung, warum Frederick mit einem nur etwas mehr als eintausend Einwohner zählenden Ortsteil einer pfälzischen Stadt verschwistert ist.
Innerhalb von nur drei Jahren wurde die Stadt zum Verwaltungssitz von Frederick County ausgerufen.

## Bevölkerungswissenschaft
Bei der Volkszählung im Jahr 2000 wurde für Frederick folgendes registriert:
- 52.767 Einwohner
- 20.891 Haushalte
- 12.785 Familien
- 22.106 Unterkünfte

### Ethnische Bevölkerungsgruppen
Von den 52.767 gezählten Einwohnern, waren
- 57,04 % Weiße
- 34,74 % Afroamerikaner
- 04,80 % Hispanics
- 03,15 % Asiaten
- 02,46 % Mischlinge
- 02,26 % Sonstige
- 00,29 % Ureinwohner (Indianer)
- 00,06 % pazifische Insulaner

### Altersstruktur
| Bevölkerung | Jahre | Anteil  |
| ----------- | ----- | ------- |
| unter       | 18    | 25,10 % |
| von         | 18–24 | 9,30 %  |
| von         | 25–44 | 35,20 % |
| von         | 45–64 | 19,00 % |
| über        | 65    | 11,30 % |

### Durchschnittseinkommen
Das Durchschnittsjahreseinkommen pro Haushalt liegt bei 47.700 US-Dollar.
Das Durchschnittsjahreseinkommen pro Familie liegt bei 56.778 US-Dollar.
- Durchschnittsjahreseinkommen der Männer: 38.399 US-Dollar
- Durchschnittsjahreseinkommen der Frauen: 27.732 US-Dollar

## Städtepartnerschaften
Frederick hat eine Städtepartnerschaft mit Schifferstadt und Mörzheim.

## Söhne und Töchter der Stadt
- Jordan Addison (* 2002), American-Football-Spieler
- Charles Richard Anders (1929–2020), Komponist und Pfarrer der Lutherischen Kirche
- Don L. Anderson (1933–2014), Geophysiker
- George Baer Jr. (1763–1834), Politiker
- Michael Beasley (* 1989), Basketballspieler
- Shadrach Bond (1773–1832), 1. Gouverneur von Illinois
- Lester Bowie (1941–1999), Jazztrompeter, Bandleader und Komponist
- Henry S. Geyer (1790–1859), Senator für Missouri
- Alfred Goldsborough Mayer (1868–1922), Naturforscher, Meereszoologe und Entomologe
- Shawn Hatosy (* 1975), Schauspieler
- Enoch Louis Lowe (1820–1892), Politiker
- Claire McCardell (1905–1958), Modeschöpferin
- John Nelson (1791–1860), Jurist, Diplomat, Politiker und Justizminister
- Elwell Stephen Otis (1838–1909), Generalmajor
- Donald Rice (* 1939), Politiker
- William Schley (1786–1858), Politiker und Gouverneur von Georgia
- Michael Spigelmire (* 1938), Generalleutnant der United States Army
- Jermaine Thomas (* 1984), Basketballspieler